# う
En la escritura japonesa, los caracteres silábicos (o, con más propiedad, moraicos) う (hiragana) y ウ (katakana) ocupan el tercer lugar en el sistema moderno de ordenación alfabética gojūon (五十音), entre い y え; y el 24º en el poema iroha, entre む y ゐ. En la tabla a la derecha, que sigue el orden gojūon (por columnas, y de derecha a izquierda), se encuentra en la primera columna (あ行, "columna A") y la tercera fila (a la que da nombre: う段, "fila U").
Tanto う como ウ provienen del kanji 宇.
Algunas apariciones del carácter ふ (fu) en posición no inicial han sido sustituidas en el japonés moderno por う.
Se utiliza un carácter de menor tamaño, ぅ, ゥ; para la formación de nuevos sonidos que no existen en el japonés tradicional, como トゥ (tu).
El carácter う es el que se utiliza generalmente para alargar el sonido de la "o". Por ejemplo, la palabra 構想 se escribe en hiragana こうそう (kousou), pero se pronuncia kōsō. En raras ocasiones se utilizará お (o) para alargar la vocal "o".
El carácter ウ puede llevar el acento dakuten para formar el sonido ヴ (v), que también tiene una versión en hiragana: ゔ, para la adaptación de extranjerismos a la escritura japonesa.

## Romanización
Según los sistemas de romanización Hepburn, Kunrei-shiki y Nihon-shiki, う, ウ se romanizan como "u".

## Escritura
| Escritura de う | Escritura de ウ |

- El carácter う se escribe con dos trazos:

1. Trazo diagonal corto en la parte superior del carácter, de arriba a la izquierda hacia abajo a la derecha.
2. Trazo curvo que empieza en la parte izquierda del carácter, sube ligeramente, se curva hacia abajo y finalmente a la izquierda. El trazo Deriva de つ.

- El carácter ウ se escribe con tres　o dos trazos:

1. Trazo vertical corto, de arriba abajo, en la parte superior del carácter.
2. Trazo similar al primero, pero debajo y a la izquierda de este.
3. Trazo que primero es horizontal y al final hace ángulo y es diagonal (aunque algo curvo) hacia abajo a la izquierda. La parte horizontal tiene que tocar a los dos primeros trazos. El trazo se parece al carácter フ.

## Otras representaciones
- Sistema Braille:

| ●● －－ |

- Alfabeto fonético: 「上野のウ」 ("la u de Ueno")
- Alfabeto fonético internacional: "/ɯ/"
- Código Morse: ・・－

- Datos: Q40472
- Multimedia: う / Q40472